# Vertikális brácsa
Az eredeti brácsa körülbelül akkora, hogy bárki az álla alá rakva tud rajta játszani. Carleen Hutchins hangszerkészítő az 1960-as években rájött, hogy ha a brácsa méretét megnövelnék, úgy, hogy a cselló módjára kéne használni, sokkal jobb hangja lehetne. Ekkor alkotta meg a vertikális brácsát, ami megtartotta a brácsa eredeti formáját, de 10 cm-rel hosszabb lett. (Természetesen volt egy-két nagyon extrém motivációval – és megfelelő hosszúságú karral – rendelkező brácsás, akik a vállukon tartva játszottak az új brácsán.)
A vertikális brácsa alapvetően arra az elvre épül, hogy a hangszer testének rezgése hangot ad, ennek meg kell egyeznie a második legmagasabb húrral (ez jelen esetben a D), a hangszer testében levő üres tér rezgésének hangja pedig a második legmélyebb húr (jelen esetben a G) rezgésével kell megegyezzen. Az eredeti brácsa mérete túl kicsi volt egy ilyen ötlet megvalósításához.
Ebből az elvből fejlődött ki a hegedűoktett. Az ott szereplő vertikális brácsa az althegedű nevet kapta.
A vertikális brácsa szép és erős hangját meghallgathatjuk a Yo-Yo Ma csellóművész segítségével készült CD-n, amin Bartók Béla Brácsaversenyét játssza. 